# 브랜던 나이트 (농구 선수)

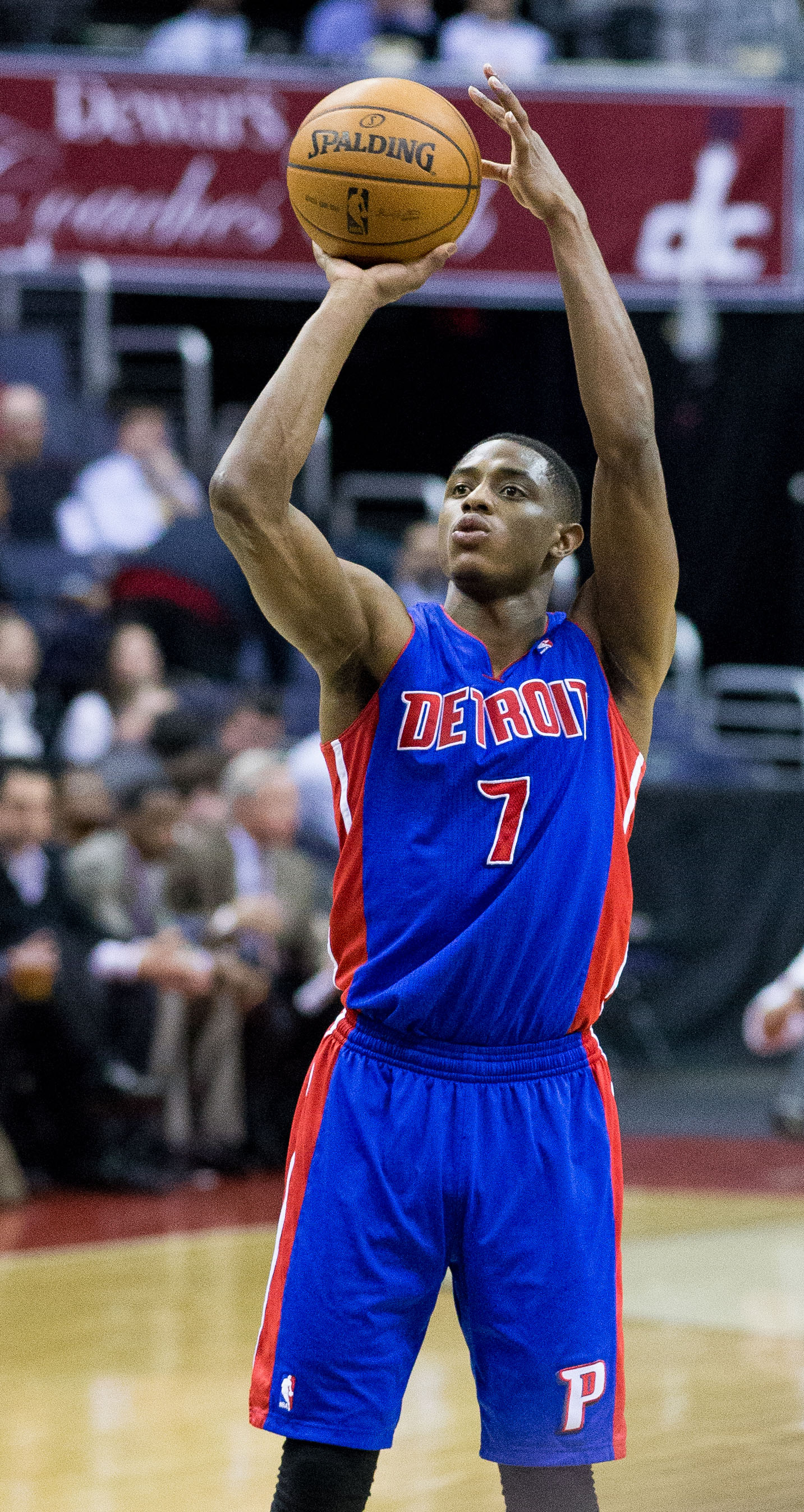
브랜던 나이트

브랜던 나이트(Brandon Knight, 1991년 12월 2일 ~ )는 미국의 농구 선수로, 휴스턴 로케츠 소속이다.
그는 BSN(Baloncesto Superior Nacional)의 피라타스 데 케브라디야스(Piratas de Quebradillas) 소속 미국 프로 농구 선수이다. 올해의 게토레이 내셔널 선수로 2회 선정된 나이트는 2011년 NBA 드래프트에서 디트로이트 피스톤스에 선발되기 전에 켄터키에서 한 시즌 동안 대학 농구를 했다. 피스톤스에서 두 시즌을 보낸 후 그는 밀워키 벅스로 트레이드되었다. 그는 2015년 2월에 피닉스 선즈로 트레이드되기 전에 밀워키에서 한 시즌 반을 보냈다. 2018년 8월에 그는 휴스턴 로켓츠로 트레이드되었다. 2019년 트레이드 마감일에 그는 2020년 트레이드 마감일에 피스톤스로 다시 트레이드되기 전에 클리블랜드 캐벌리어스로 트레이드되었다.